# Dendrocygna guttata

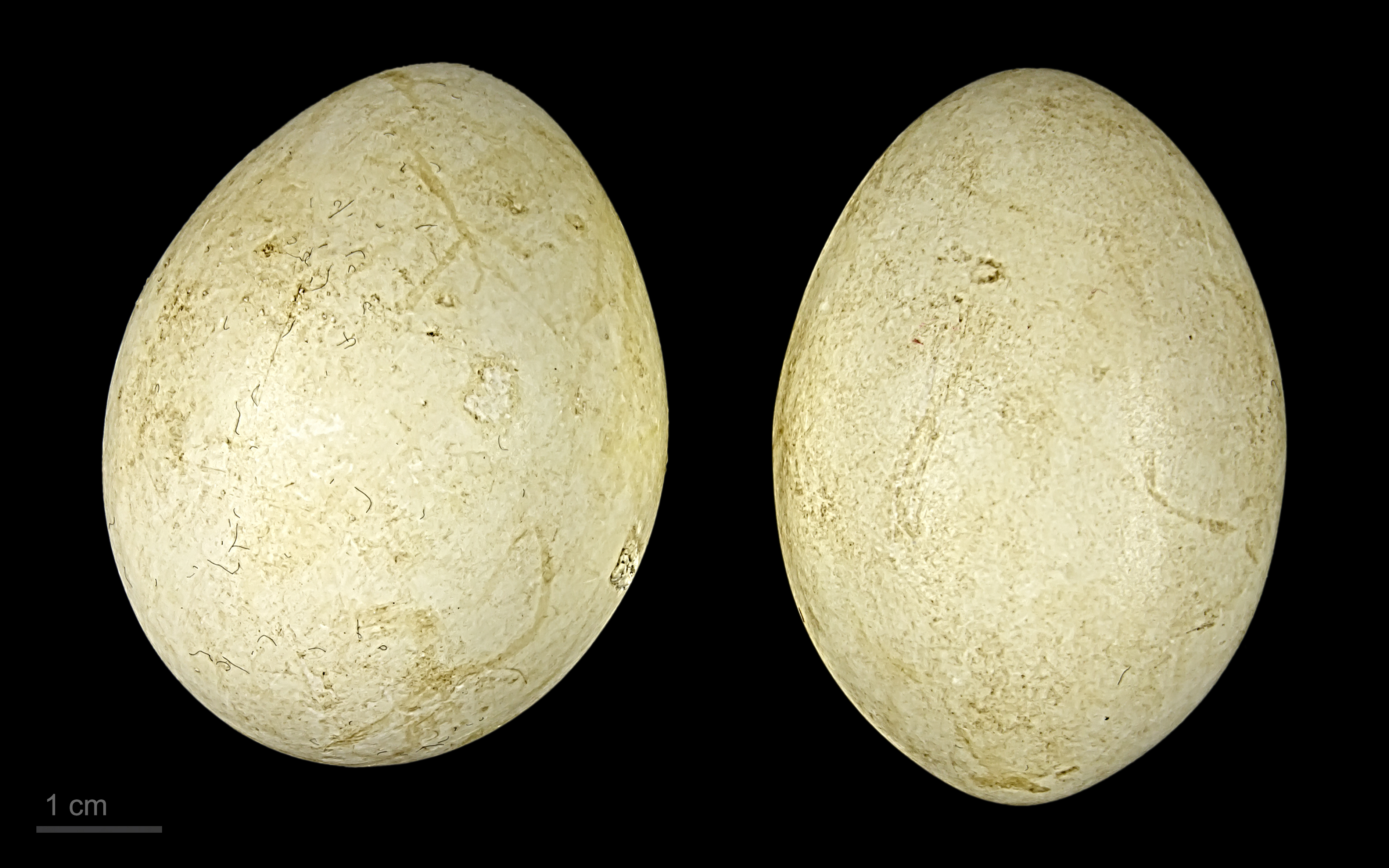
Dendrocygna guttata

La dendrocigna macchiata,  dendrocigna guttata o anatra fischiante macchiata (Dendrocygna guttata Schlegel, 1866) è un uccello acquatico della famiglia degli Anatidi.

## Distribuzione e habitat
La specie è diffusa nelle Filippine, in Indonesia, Papua Nuova Guinea e Australia.